# Bilobatus djiboutiensis
Bilobatus djiboutiensis is een naaldkreeftjessoort uit de familie van de Apseudidae. De wetenschappelijke naam van de soort is voor het eerst geldig gepubliceerd in 1978 door Bacescu.